# 전국자두연합회
전국자두연합회는 전국의 자두 생산자단체가 공동으로 협력하여 개방화시대에 한국 자두농업의 경쟁력을 확보하고, 회원 상호간에 정보를 공유하여 자두농업의 발전에 기여 목적으로 2007년 8월 13일 설립된 대한민국 농림수산식품부 소관의 사단법인이다.

## 주요 사업
- 고품질자두 생산사업 : 자두농가 기술교육
- 자두포장재 규격화사업
- 자두가공사업추진 : 가공사업 산학연대 및 교육
- 고품질 자두 마케팅 : 홍보. 시식회개최